# Louis Le Bouëdec
Pour les articles homonymes, voir Le Bouedec.
Louis Le Bouëdec, né le 12 février 1903 à Kersabiec, alors sur le territoire de la commune de Keryado, absorbée par celle de Lorient en 1947, et mort le 21 août 2012 à Ploemeur, Morbihan, était le doyen masculin des Français depuis le décès d'André Coudrat le 3 avril 2012.

## Éléments biographiques
Cet autodidacte a fait toute sa carrière à l'arsenal de Lorient, dont il a gravi tous les échelons : élève de l'École Technique Supérieure de la Marine, apprenti, ingénieur des Directions des travaux, il finit sa carrière au poste de directeur du Centre de formation technique de la DCAN de cette ville et des écoles préparatoires aux écoles techniques de l'Armement.
Pendant la Seconde Guerre mondiale, il était chef de la Pyrotechnie de Tréfaven, à Lorient toujours, qui fut occupée le 21 juin 1940 par les soldats allemands, tant ce poste était d'une grande importance stratégique.
Renseignant le réseau de résistance Alliance au péril de sa vie, il fut chargé à la Libération de la remise en état du site et assura de nombreuses missions pour neutraliser des engins dangereux. En 1949, il a été nommé, à titre exceptionnel, au grade de Chevalier dans l'Ordre de la Légion d'honneur.
Retraité depuis 1963, il a vécu quelques années dans sa maison lorientaise avant de s'installer à la résidence Vallon-Breuzent, à Plœmeur où il est décédé le 21 août 2012.
La descendance de Louis Le Bouëdec est représentée par des enfants, petits-enfants et arrière-petits-enfants portant les noms de Le Bouëdec, Toutain et Le Vély.
Il est inhumé à Lanester.